# Parco San Colombano
Il Parco San Colombano è un Parco Locale di Interesse Sovracomunale (PLIS), riconosciuto nel 1997 (Con delibera di Giunta Regionale n. VI/33672 del 19/12/1997) e si trova in Lombardia, nel comune di Suzzara.